# Бартез, Поль-Жозеф
Поль Жозеф Бартез (1734, Монпелье — 1806) — французский врач, медицинский писатель-энциклопедист.

## Биография
Получил среднее образование в Нарбонне и Тулузе, начал изучать медицину в городе Монпелье в 1750 году, получив степень доктора медицины в 1753 году. 
В 1756 году он получил назначение врачом в военный госпиталь в Нормандии, будучи прикреплён к армии под командованием маршала д’Эстре, но из-за тяжёлого приступа лихорадки был вынужден его покинуть этот пост. 
В 1757 его услуги понадобились в медицинском штабе Вестфальской армии, где он получил звание лечащего врача, а по возвращении в Париж он выступал в качестве соредактора изданий Journal des savants и Encyclopédie méthodique. В 1759 году он получил звание профессора медицины в университете Монпелье, а в 1774 году был назначен одним из канцлеров университета и приобрёл широкую известность своими университетскими лекциями. В 1778 году он опубликовал свою самую известную работу, «Nouveaux élémens de la science de l’homme» (Монпелье, 1778; 3-е издание — Париж, 1858), в которой он изложил свою систему, основанную на динамических началах, и использовал выражение «жизненный принцип» как удобное объяснение феномена жизни, не фиксируя внимание на идеалистическом или материалистическом взгляд на природу жизни; эта работа была переведена почти на все европейские языки. Получив степень доктора гражданского права в 1780 году, он получил назначение консультантом в Верховный суд в Монпелье, но в 1781 году поселился в Париже, став лейб-медиком короля и тайным советником. В 1784 году был избран иностранным членом Шведской королевской академии наук. Написал более 2000 статей по медицине для «Энциклопедии» Дени Дидро. В серьёзных случаях к нему за лечением обращались высокопоставленные лица со всей Европы.
После начала Великой французской революции он потерял большую часть своего состояния и званий и удалился в Каркассон, где посвятил себя изучению теоретической медицины. Именно в этот период жизни он закончил работу над трудом «Nouvelle mécanique des mouvemens de l’homme et des animaux», который был издан в 1798 году. На родину Бартез вернулся только при Наполеоне, осыпавшем его почестями. В 1802 году он опубликовал в Монпелье свою работу «Traitement des maladies goutteuses» (переиздано в 1820 году), а впоследствии занимался в подготовке к печати «Élémens de la science de l’homme», дожив до её публикации. Его здоровье ухудшалось на протяжении нескольких лет до смерти, которая произошла вскоре после его переезда в Париж; умер он во время операции. Он завещал свои книги и рукописи Лорде, который опубликовал два тома его «Consultations de médecine» в 1810 и 1820 годах. Его работа «Traité du beau» также была опубликована посмертно в 1807 году.